# Новосибирское маршрутное такси
Новосибирское маршрутное такси — система маршрутного такси в городе Новосибирске.

## История
В конце 1970-х годов в Новосибирске появились первые маршрутные такси РАФ-2203 «Латвия». В период СССР транспортная сеть состояла из 13 маршрутов, которые в основном пролегали от станций метрополитена до отдаленных районов города. Один из первых маршрутов ходил до Академгородка (Советский район). Стоимость проезда (15 копеек) в те времена в три раза превышала таковую в трамвае или троллейбусе. Владельцем всех маршрутных такси являлось Муниципальное предприятие автотранспортных перевозок № 5 (ПАТП-5). В 1989 году в городе появилось первое кооперативное маршрутное такси, курсировавшее от главного железнодорожного вокзала до аэропорта Толмачёво.
В начале 1990-х годов более современные микроавтобусы «Газель» начали вытеснять РАФы. Маршрутные такси стали популярнее троллейбусов и автобусов, а по удобству уступали лишь метрополитену. Перевозками занимались также частники: большинство также работали на «Газелях», однако некоторые использовали микроавтобусы УАЗ-452. В 2000-х стали также использоваться автомобили марки Ford.
В последующее время значимость маршрутных такси уменьшилась, их стали заменять автобусами. Так, в 2012—2015 годах парк маршрутных такси сократился на 180 единиц. Вместо этих маршрутных такси начали курсировать 30 автобусов, в планах руководства города имелось сокращение числа маршруток и постепенная замена их на автобусы. По данным на тот же 2015 год имелось 57 маршрутов. Однако часть жителей города продолжали пользоваться данным видом транспорта, называя в качестве причин «скорость и удобство».
По состоянию на 2023 год большую часть внутригородских перевозок осуществляли маршрутные такси, в то время как автобусы применялись преимущественно для поездок за пределы города. Плотность маршрутной сети в правобережной части города была существенно выше, чем в левобережной.

## Подвижной состав
В маршрутном такси используются Peugeot Boxer, Ford Transit, Iveco Daily, ГАЗель, ГАЗель Next.